# (2303) Retsina
(2303) Retsina est un astéroïde de la ceinture principale.

## Description
(2303) Retsina est un astéroïde de la ceinture principale. Il fut découvert le 24 mars 1979 à l'observatoire Zimmerwald par Paul Wild. Il présente une orbite caractérisée par un demi-grand axe de 3,00 UA, une excentricité de 0,12 et une inclinaison de 18,9° par rapport à l'écliptique.

## Compléments